# Kirkúk
Kirkúk (arabsky كركوك‎; kurdsky که‌رکووک; výslovnost: kerkúk) je jedním z největších iráckých měst a centrum provincie Kirkúk. Nachází se v severovýchodní části Iráku na hranici mezi arabskou částí země a Kurdistánem, avšak fakticky je kontrolován vládou Kurdistánu. V roce 2009 zde žilo asi 850 tisíc obyvatel.

## Poloha a přírodní podmínky
Město se nachází asi 250 km severně od hlavního města Bagdádu v oblasti mezi pohořím Zagros na severovýchodě a řekou Tigris na západě.